# 1980 Голяма награда на ЮАР
1980 Голяма награда на ЮАР е 17-о за Голямата награда на Южна Африка и трети кръг от сезон 1980 във Формула 1, провежда се на 1 март 1980 година на пистата Киалами, ЮАР.

## Репортаж
Както е при предишното състезание в Интерлагос, в Киалами голямата надморска височина е съюзник за Рено. Френският отбор отново доминира по време на квалификациите като Жан-Пиер Жабуй е за втори път на пол-позиция, с време 1:10.00. Рене Арну се нареди втори, следван от Брабам-а на Нелсън Пикет, Лижие-тата на Жак Лафит и Дидие Пирони и Уилямс-а на Карлос Ройтеман. Водачът в генералното класиране Алън Джоунс се класира 8-и, докато Ферари-тата на Джоди Шектър и Жил Вилньов са 9-и и 10-и. Квалификацията ще се запомни с два тежки инцидента. Ален Прост с Макларън катастрофира на седмия завой и си счупи китката, докато Марк Сюрер получи сериозни контузии по краката, след катастрофа на завоя „Кроуторн“ със своя АТС. Германския тим първоначално решиха да участват само с един болид, но след инцидента, Ян Ламерс е извикан да замести Сюрер с един от старите болиди D3, като новия болид D4 е тотално унищожен. Холандецът обаче не успя да се класира за състезанието, за сметка на Джеф Лийс от Шадоу, който с 24-то място си нареди място за състезанието.
Елио де Анджелис не успя да потегли след началото на загрявачната обиколка, и трябваше да потегли последен. Джоунс направи силен старт от четвърта редица, но Рено-то на Жабуй поведе колоната към първия завой. Елио завърши само една обиколка след като загуби контрол върху своя Лотус. Вилньов излезе от трасето след втората обиколка като е седми, губейки много позиции. Еди Чийвър, в своето второ състезание след две неуспешни квалификации, завърши състезанието на завоя „Кроуторн“ в началото на деветата обиколка. Две обиколки по-късно на същото място загуби контрол и Ероуз-а на Рикардо Патрезе. По същото време Жак Лафит излезе пред Алън Джоунс за трета позиция. Алфа Ромео имаха труден ден, след като Патрик Депайе спря два пъти в бокса в първите обиколки, докато Бруно Джакомели вървеше 9-и, преди да отпадне в 70-а обиколка с повреда по двигателя. Джоди Шектър приключи участието си след дълъг престой в бокса при опита на механиците да оправят двигателя. Съотборникът му Жил Вилньов също напусна с повреда по трансмисията, като вече трето състезание нито един от пилотите на Ферари не видяха карирания флаг. Класирането след 32-рата обиколка бе: Жабуй, Арну, Лафит, Джоунс, Ройтеманю, Жан-Пиер Жарие, Пикет, Пирони, Джакомели и Йохен Мас. С отпадането на Алън Джоунс поради повреда по скоростната кутия, Ройтеман излезе четвърти пред Жарие и Пикет. Рена-тата на Жабуй и Арну вървяха заедно до началото на 62-рата обиколка, където от първа позиция отпадна Жабуй като от три състезания през сезона не успя да финишира. Това прати Арну начело пред Лафит, Ройтеман, Пикет, Пирони и Мас. Жарие пропадна от шестицата след спиране в бокса, заради вероятно завъртане което претовари предна дясна гума. Пирони е бърз в последните няколко обиколки като успя да мине пред Пикет в 69-а обиколка, докато Ройтеман се свлече до пета позиция на финала.
Рене Арну нямаше проблеми и пресече финалната права с 34 секунди зад Лижие-то на Лафит, и 52 секунди от Пирони. Също така това е първият път след 1968 Голяма награда на САЩ, където всички пилоти на подиума са от една и съща държава, както болиди направени от една и съща държава.

## Класиране
| Поз | No | Пилот             | Конструктор    | Обиколки | Време/Отпадане | Място | Точки |
| --- | -- | ----------------- | -------------- | -------- | -------------- | ----- | ----- |
| 1   | 16 | Рене Арну         | Рено           | 78       | 1:36:52.54     | 2     | 9     |
| 2   | 26 | Жак Лафит         | Лижие-Форд     | 78       | +34.07         | 4     | 6     |
| 3   | 25 | Дидие Пирони      | Лижие-Форд     | 78       | +52.49         | 5     | 4     |
| 4   | 5  | Нелсон Пикет      | Брабам-Форд    | 78       | +1:01.02       | 3     | 3     |
| 5   | 28 | Карлос Ройтеман   | Уилямс-Форд    | 77       | +1 Об.         | 6     | 2     |
| 6   | 30 | Йохен Мас         | Ероуз-Форд     | 77       | +1 Об.         | 19    | 1     |
| 7   | 3  | Жан-Пиер Жарие    | Тирел-Форд     | 77       | +1 Об.         | 13    |       |
| 8   | 20 | Емерсон Фитипалди | Фитипалди-Форд | 77       | +1 Об.         | 18    |       |
| 9   | 14 | Клей Регацони     | Инсайн-Форд    | 77       | +1 Об.         | 20    |       |
| 10  | 6  | Рикардо Зунино    | Брабам-Форд    | 77       | +1 Об.         | 17    |       |
| 11  | 7  | Джон Уотсън       | Макларън-Форд  | 76       | +2 Об.         | 21    |       |
| 12  | 11 | Марио Андрети     | Лотус-Форд     | 76       | +2 Об.         | 15    |       |
| 13  | 17 | Джеф Лийс         | Шадоу-Форд     | 70       | Окачване       | 24    |       |
| Отп | 23 | Бруно Джакомели   | Алфа Ромео     | 69       | Двигател       | 12    |       |
| Отп | 15 | Жан-Пиер Жабуй    | Рено           | 61       | Спукана гума   | 1     |       |
| Отп | 4  | Дерек Дейли       | Тирел-Форд     | 61       | Спукана гума   | 16    |       |
| Отп | 21 | Кеке Розберг      | Фитипалди-Форд | 58       | Инцидент       | 23    |       |
| НКл | 22 | Патрик Депайе     | Алфа Ромео     | 53       | Не е класиран  | 7     |       |
| Отп | 27 | Алън Джоунс       | Уилямс-Форд    | 34       | Ск.кутия       | 8     |       |
| Отп | 2  | Жил Вилньов       | Ферари         | 31       | Трансмисия     | 10    |       |
| Отп | 1  | Джоди Шектър      | Ферари         | 14       | Двигател       | 9     |       |
| Отп | 29 | Рикардо Патрезе   | Ероуз-Форд     | 10       | Завъртане      | 11    |       |
| Отп | 31 | Еди Чийвър        | Осела-Форд     | 8        | Завъртане      | 22    |       |
| Отп | 12 | Елио де Анджелис  | Лотус-Форд     | 1        | Завъртане      | 14    |       |
| НСт | 8  | Ален Прост        | Макларън-Форд  |          | Инцидент       |       |       |
| НСт | 9  | Марк Сюрер        | АТС-Форд       |          | Инцидент       |       |       |
| НКв | 18 | Дейв Кенеди       | Шадоу-Форд     |          |                |       |       |
| НКв | 10 | Ян Ламерс         | АТС-Форд       |          |                |       |       |

## Класирането след състезанието
| Поз | Пилот            | Точки |
| --- | ---------------- | ----- |
| 1   | Рене Арну        | 18    |
| 2   | Алън Джоунс      | 13    |
| 3   | Нелсон Пикет     | 9     |
| 4   | Дидие Пирони     | 7     |
| 5   | Елио де Анджелис | 6     |

| Поз | Конструктор | Точки |
| --- | ----------- | ----- |
| 1   | Рено        | 18    |
| 2   | Уилямс-Форд | 15    |
| 3   | Лижие-Форд  | 13    |
| 4   | Брабам-Форд | 9     |
| 5   | Лотус-Форд  | 6     |